# 2009 en économie (activité humaine)
 (août 2008).
Si vous disposez d'ouvrages ou d'articles de référence ou si vous connaissez des sites web de qualité traitant du thème abordé ici, merci de compléter l'article en donnant les références utiles à sa vérifiabilité et en les liant à la section « Notes et références ».
| • Chronologie générale de l'économie • |

| • Chronologie générale de l'économie • |

| Années de l'économie : 2006 - 2007 - 2008 - 2009 - 2010 - 2011 - 2012    |
| Décennies de l'économie : 1970 - 1980 - 1990 - 2000 - 2010 - 2020 - 2030 |

Cet article présente les faits marquants de l'année 2009 en économie.

## Évènements majeurs

### Janvier
- Chine : suite du scandale du lait frelaté à la mélanine.
- Cuba : début de libéralisation économique.
- États-Unis : suite du scandale Bernard Madoff, recomposition majeure du paysage bancaire, nouveau président Barack Obama.
- Europe : suite du conflit gazier entre la Russie et l'Ukraine.
- Monde : nombreuses faillites de banques et d'entreprises, nombreuses annonces de licenciements, lancement de plans de relances dans tous les pays développés après la crise financière mondiale de 2007-2008.
- Le 9 janvier 2009, Satoshi Nakamoto met en ligne la version 0.1.0 du protocole Bitcoin.